# Chiesa di San Biagio (Mori, Italia)
La chiesa di San Biagio era una chiesa sussidiaria a Mori, in Trentino. Risaliva all'XI secolo.

## Storia

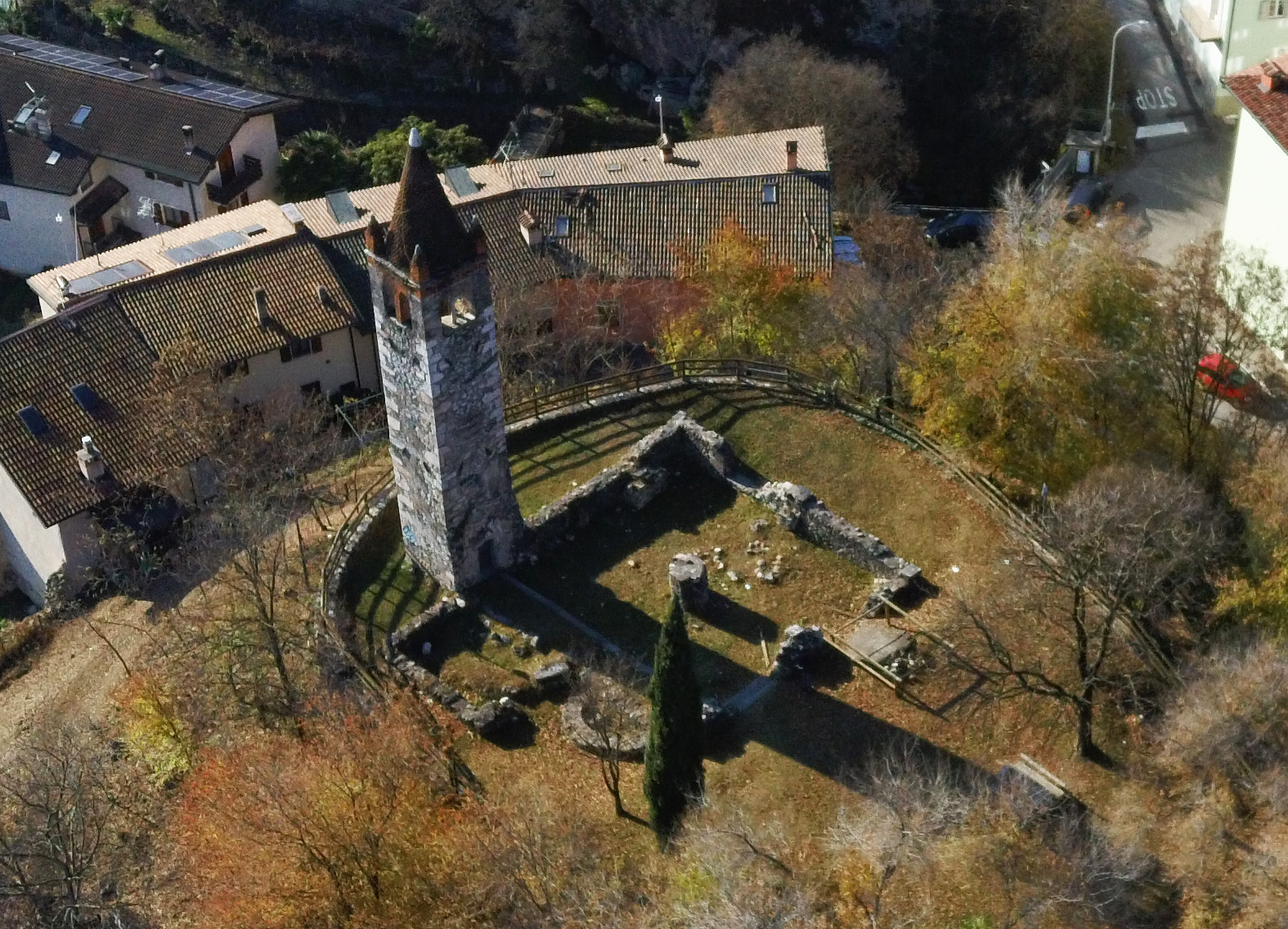
Vista aerea delle rovine

L'edificazione della chiesa risale ad un periodo compreso tra il 1050 ed il 1099.
Attorno al 1870 la struttura consisteva in un piccolo edificio a pianta rettangolare con accanto una torre campanaria. Quest'ultima è ancora esistente.
La sua struttura venne modifica nel tempo, dopo la sua erezione, e raggiunse un aspetto definitivo attorno al XVI secolo.
Dopo la prima venne aggiunta una seconda navata, venne eretto il campanile, gli interni vennero decorati con affreschi che in seguito vennero rimossi e conservati al Buonconsiglio di Trento. 
Il suo degrado iniziò alla fine del XVIII secolo, la prima guerra mondiale lo danneggiò gravemente e un bombardamento lo distrusse completamente nel 1944. Nel 1975 vennero restaurati i resti della struttura residua. La parte maggiormente integra resta la torre campanaria.

## Descrizione
La ricostruzione dell'aspetto dell'edificio scomparso, sulla base di fonti storiche, permette di capire che struttura aveva.
Ciò che resta dell'edificio sacro si trova distaccato dall'abitato di Mori, su un piano alluvionale che domina da sud est il paese. 
Era costruito su una pianta che fa capire la posizione dalle navate originali, accostate tra loro e rettangolari. Si possono ancora vedere le posizioni dei due ingressi della sala. 
Il campanile, che rimane, è posizionato a sud est della pianta. La sua copertura è a cono, in laterizio, e mostra quattro pinnacoli ai quattro vertici della sua base.